# Joseph Bailey
Pour les articles homonymes, voir Bailey.
Joseph Bailey (6 mai 1825 - 21 mars 1867) est un ingénieur civil qui a servi en tant que général de l'armée de l'Union pendant la guerre de Sécession.

## Avant la guerre
Bailey naît près de la ville de Pennsville (en) dans de comté de Morgan, Ohio. Il obtient un diplôme d'ingénieur civil à l'université de l'Illinois et ensuite part pour le Wisconsin et devient ingénieur civil et bûcheron. Après avoir réussi la construction d'un barrage de bois sur la rivière Wisconsin pour l'usage des convoyeurs de bois, lui et sa femme, Mary, acquièrent plusieurs parcelles de terrain à Kilbourn, Wisconsin (maintenant Wisconsin Dells). Il construit une maison dans la ville avec une bande de terrain qui s'étend vers le nord de River Road qui comprend le site actuel du Meadowbrook Resort. Politiquement, il est démocrate.

## Guerre de Sécession
Bailey entre dans l'armée de l'Union au déclenchement de la guerre en tant que capitaine de la compagnie D du 4th Wisconsin Volunteer Regiment (en). Il sert dans l'armée du Golfe du major général Benjamin F. Butler, qui occupe la Nouvelle-Orléans (en) après la capture de la ville par l'amiral David Farragut en avril 1862. Bailey est nommé chef ingénieur par intérim pour la ville de la Nouvelle-Orléans peu après son occupation.
Promu commandant en mai 1863, Bailey contribue aux activités d'ingénierie de l'armée de l'Union en soutien du siège de Port Hudson. En août 1863, il est promu lieutenant-colonel lorsque le régiment est redéfini en tant que 4th Wisconsin Cavalry Regiment.

### Campagne de la Red River
Les compétences de Bailey lors de la désastreuse campagne de la Red River du major général Nathaniel P. Banks de 1864 sont considérées comme l'élément qui a permis d'éviter, au terme de la campagne, la perte complète de l'armée du Golfe de 30 000 hommes. Ayant débarqué des forces à Simmesport, Louisiane, en mars avec l'intention de se déplacer vers le nord le long de la Red River sur trois cent vingt kilomètres (deux cents miles) pour prendre Shreveport, alors quartier général du général confédéré Edmund Kirby Smith, Banks est repoussé lors de la bataille de Mansfield le 8 avril 1864, par le général confédéré Richard Taylor et sa force de seulement 12 000 hommes.
Retraitant en aval de la Red River, Banks s’aperçoit que le niveau bas de la rivière à Alexandria empêche le passage de la flotte composée de dix canonnières fédérales du capitaine de frégate David Dixon Porter, élément de l'escadre du fleuve Mississippi de l'armée de l'Union. Harcelé par les forces de Taylor sur ses arrières, Banks fait face à la nécessité humiliante d'abandonner le flotte de Porter. Sans le soutien de la puissance de feu de la flotte de Porter, son armée entière risque la capture avant qu'elle ne puisse retourner en sécurité à la Nouvelle-Orléans.
Résigné sur son sort, Banks écoute à contrecœur la suggestion de Porter de tenter de mettre en œuvre l'idée de Bailey. Bailey suggère de construire un barrage alaire, similaire à ceux qu'il a construits pour les bûcherons du Wisconsin. Le barrage, argumente Bailey augmentera le niveau de la rivière. Quand le niveau sera suffisamment haut pour permettre à la flotte de Porter de passer les chutes, Bailey fera exploser le barrage, et la flotte sera sauvée.
Persuadé par Porter, Banks accepte le plan. Pendant dix jours, 10 000 hommes travaillent avec ardeur sur les deux rives de la rivière pour construire le barrage. Finalement, le 10 mai 1864, la rivière gonfle, le barrage est cassé et la flotte est passée. La flotte de Porter et l'armée de Banks sont sauvées. Les ruines du barrage de Bailey (en) peuvent être vues de nos jours à Alexandria.
Le Congrès des États-Unis reconnaissant vote des remerciements du Congrès, faisant de lui l'un des quinze hommes à recevoir un tel honneur pendant la guerre de Sécession. Il est la seule personne à recevoir cet honneur qui n'a pas commandé un corps ou une division à ce moment. L'original des remerciements du Congrès, signé par Abraham Lincoln, peut être vu dans banque de Wisconsin Dells ; d'autres souvenirs et artefacts sont exposés dans le musée historique du pays de Dells à la maison Bowman, et au Meadowbrook Resort à Wisconsin Dells.

## Promotion au grade de général
En juin 1864, Bailey devient colonel du 4th Wisconsin Cavalry. Néanmoins, il est rapidement affecté au commandement de la brigade d'ingénieurs du XIXe corps dans le département du Golfe de juin jusqu'en août. Il commande ensuite le district de Floride occidentale d'août à novembre, lorsqu'il est renvoyé en Louisiane pour prendre en charge le district de Baton Rouge et de Port Hudson. Il prend d'autres commandement sur le théâtre occidental, dont le commandement d'une division de cavalerie et une brigade d'ingénieurs pour un corps de la division militaire du Mississippi occidental jusqu'à la fin de la guerre.
Le 10 novembre 1864, le président Abraham Lincoln nomme Bailey brigadier général des volontaires avec une date de prise de rang au 10 novembre 1864 et soumet cette nomination au Sénat le 12 décembre 1864 et une nouvelle fois le 7 mars 1865. La première nomination expire sans confirmation du Sénat des États-Unis le 4 mars 1865 et Bailey démissionne du service actif le 7 juillet 1865 avant que le Sénat confirme la seconde nomination. Après le départ de Bailey, le président Andrew Johnson nomme une nouvelle fois Bailey au grade de brigadier général avec une date de prise de rang au 10 novembre 1864 et le Sénat des États-Unis confirme finalement la nomination le 23 février 1866. Le 28 mars 1876, le président Johnson nomme de manière posthume à la récompense d'un brevet de major général des volontaires avec une date de prise de rang au 13 mars 1865 et le Sénat des États-Unis confirme la récompense le 30 mars 1867.

## Dernières années
Joseph Bailey ne survit à la guerre que moins de deux ans. En octobre 1865, il part avec sa femme et ses enfants pour le comté de Vernon, Missouri, où il est élu shérif. Il est abattu et tué le 21 mars 1867 près de Nevada, Missouri par deux frères qu'il a arrêtés (mais pas désarmés) pour le vol d'un cochon. Malgré la récompense de 3 000 dollars, les meurtriers, d'anciens bushwhackers, Lewis and Perry Pixley, ne seront jamais traduits en justice,. Un troisième suspect est lynché. Plus tard, William McWaters (en) tombe aussi sous l'accusation du meurtre de Bailey, mais réussit à échapper au détachement envoyé pour l'arrêter.
Le général Bailey est enterré avec les honneurs maçonniques dans le cimetière militaire de fort Scott, Kansas. Ses restes sont plus tard déplacés dans le cimetière d'Evergreen, où il repose aux côtés de sa femme,.
Un monument à sa mémoire est érigé à Malta, Ohio, et il est le sujet d'une biographie « Hero of the Red River - The Life and Times of Joseph Bailey ».